# 掛川市文化会館シオーネ
掛川市文化会館シオーネ（かけがわしぶんかかいかんシオーネ）は、静岡県掛川市大坂にある文化施設である。もとは小笠郡大東町の施設であったが、平成の大合併により掛川市の施設となった。

## 概要
定員約653席の大ホール、小ホール、会議室、野外ステージなどを備えた複合文化施設である。内外の有名な演奏家や演劇、講演、催し物が行われており、大ホールはクラシック演奏などに適した音楽ホールとなっている。
- 大ホール - 座席数653人
- 小ホール - 座席数200人。
- 野外ステージ - 収容人数約600人。
- 和室
- 小会議室
- 大会議室２室
- 稽古場

## 交通アクセス
- JR東海道本線 掛川駅より『大東支所行』または『浜岡営業所行』に乗車。「釜田入口」バス停下車。
- 東名高速道路掛川インターチェンジまたは菊川インターチェンジより車で20分。
- 駐車場（約210台・無料）

## その他
- 開館時間:9:00 - 22:00
- 休館日:月曜日（月曜日が祝日の場合翌日）、年末年始